# カンザス州

カンザス州
State of Kansas

州の愛称: 向日葵の州
The Sunflower State州のモットー: 苦難を乗り越え栄光へ
ラテン語: Ad astra per aspera

カンザス州（カンザスしゅう、英: State of Kansas [ˈkænzəs] ( 音声ファイル)）は、アメリカ合衆国の中西部に位置する州。ネブラスカ州、オクラホマ州、コロラド州、ミズーリ州と隣接する。
全域がグレートプレーンズ（大平原）の真っ只中にあって土地が平坦であり、大規模農業に適しているため農業、また牧畜業が盛んである。反面、地形の変化に乏しく、州全体に単調な田園風景が延々と広がっている。
州都はトピカ市であり、州内最多の人口を抱える都市はウィチタ市、次いでオーバーランドパーク市、カンザスシティ市、オレイサ市、州都トピカ市と続く。
| 家庭で話される言語（カンザス州） 2010 | 家庭で話される言語（カンザス州） 2010 | 家庭で話される言語（カンザス州） 2010 | 家庭で話される言語（カンザス州） 2010 | 家庭で話される言語（カンザス州） 2010 |
| ------------------------------------- | ------------------------------------- | ------------------------------------- | ------------------------------------- | ------------------------------------- |
|                                       |                                       |                                       |                                       |                                       |
| 英語                                  | 英語                                  |                                       | 89.48%                                | 89.48%                                |
| スペイン語                            | スペイン語                            |                                       | 7.01%                                 | 7.01%                                 |

| 人種構成（カンザス州） 2010 | 人種構成（カンザス州） 2010 | 人種構成（カンザス州） 2010 | 人種構成（カンザス州） 2010 | 人種構成（カンザス州） 2010 |
| --------------------------- | --------------------------- | --------------------------- | --------------------------- | --------------------------- |
|                             |                             |                             |                             |                             |
| 白人                        | 白人                        |                             | 78.2%                       | 78.2%                       |
| ヒスパニック                | ヒスパニック                |                             | 10.5%                       | 10.5%                       |
| 黒人                        | 黒人                        |                             | 5.9%                        | 5.9%                        |
| アジア系                    | アジア系                    |                             | 2.4%                        | 2.4%                        |
| インディアン                | インディアン                |                             | 1.0%                        | 1.0%                        |
| 混血                        | 混血                        |                             | 3.0%                        | 3.0%                        |

## 歴史
主要記事：カンザス州の歴史
現在のカンザス州となっている地域には、1000年以上にわたってインディアンが住んでいた（ミシシッピ文化）。「カンザス」は、この地に先住したインディアン部族のカンサ族に由来し、州内を流れるカンザス川に名付けられていたものが州名になった。部族名「カンサ」は「風の民」あるいは「南風の民」を意味しているが、この言葉の元々の意味するところとは異なっている可能性がある。
この地に最初に足を踏み入れたヨーロッパ人は、1541年の探検家フランシスコ・バスケス・デ・コロナドだった（コロナド遠征隊）。
1803年、現在のカンザス州の大半はルイジアナ買収の一部としてアメリカ合衆国の領土になった。しかし、州南西部はスペイン、続いてメキシコ、さらにテキサス共和国の一部である時代が続き、1848年に米墨戦争の終結によってアメリカ合衆国の領土になった。1812年から1821年まではミズーリ準州の一部になっていた。カンザスを横切るサンタフェ・トレイルでは、1821年から1880年まで、ミズーリ州から工業製品が、現在のニューメキシコ州サンタフェからは銀と毛皮が運ばれた。この道のプレーリー地域では荷車の轍が現在も見られる。
1827年レブンワース砦が白人アメリカ人の最初の恒久的開拓地になった。1854年5月30日に制定されたカンザス・ネブラスカ法で、ネブラスカ準州とカンザス準州が設立され、白人開拓者に広大な土地が開放された。この時のカンザス準州は西の大陸分水界まで伸びており、現在のコロラド州デンバー、コロラドスプリングス、プエブロがある地域が含まれていた。

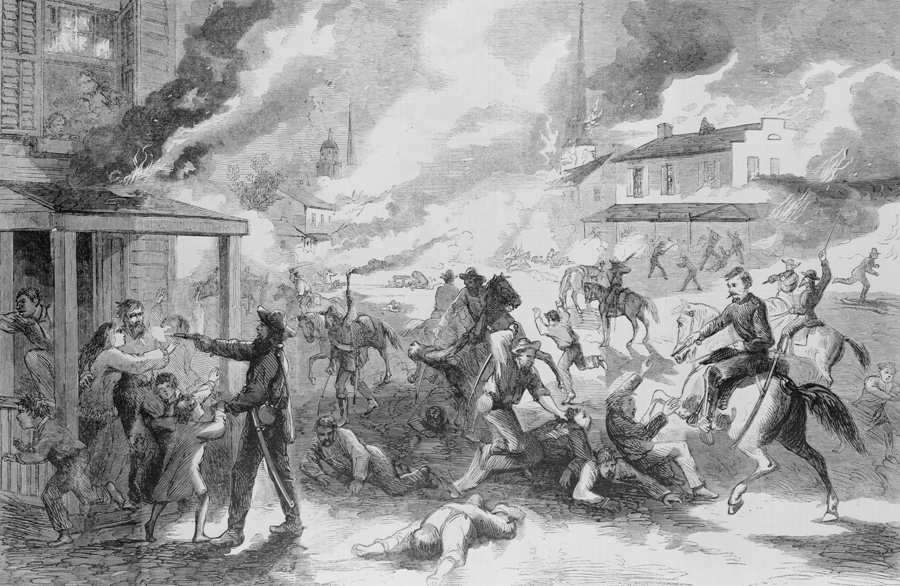
ローレンス市に対するクァントリルの襲撃。
1863年8月21日、ローレンスの虐殺

ミズーリ州とアーカンソー州からはカンザスの東部境界にそって開拓者を送り出した。これらの開拓者は奴隷制度を州内に広げるために住民投票を支配しようとした。続いて州内に入ってきたのは、マサチューセッツ州など自由州からの奴隷制度廃止運動側開拓者であり、隣接するミズーリ州から奴隷制度が拡大されてくるのを止めようとした。これら開拓者が武力で衝突し、「血を流すカンザス」と呼ばれるようになる小競り合いの時代が続いた。これは南北戦争の前哨戦になった。
1861年1月29日、カンザスはアメリカ合衆国34番目の州として、奴隷を持たない自由州になった。この時点までに州内の暴力事件はほとんど沈静していた。しかし、南北戦争中の1863年8月21日、ウィリアム・クァントリルが数百人の男を率いてローレンス市を襲い、市街地の大半を破壊し、200人近い人々を殺した（ローレンスの虐殺）。クァントリルは、アメリカ連合国軍からも、ミズーリ州議会が任命したゲリラ的レンジャー部隊からも厳しく批判された。クァントリルはこれら部隊への任官を申請したが、戦前の犯罪記録があったために宜も無くはねつけられた。
南北戦争後、多くの退役兵がカンザスに農場を造った。多くのアフリカ系アメリカ人もカンザスを奴隷制度廃止運動家「ジョン・ブラウン」の土地とみなし、ベンジャミン・"パップ"・シングルトンのような解放奴隷に導かれて、州内に黒人社会の建設を始めた。彼らは1870年代に人種差別が激しくなりつつあった南部を離れ、エクソダスター と呼ばれるようになった。

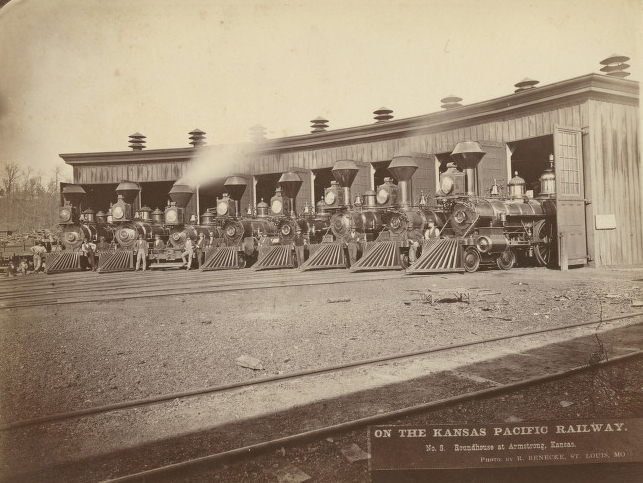
1873年にKansas Pacific Railwayがカンザス-コロラド間に開通した。

これと同時期にチザム・トレイル（サンアントニオからカンザス・パシフィック鉄道の通じているアビリーンまでの牛道）が開通してロングドライブが始まり、カンザスでも西部開拓時代が始まった。ワイルド・ビル・ヒコックはライリー砦で副保安官、ヘイズとアビリーンでは連邦保安官を務めた。1872年にはアッチソン・トピカ・アンド・サンタフェ鉄道がドッジシティまで開通し、カンザス・パシフィック鉄道と家畜輸送を巡る競争が始まった。ドッジシティも荒々しいカウボーイの町であり、バット・マスターソンやワイアット・アープが町の法執行者として働いた。テキサス州から追われてきた牛が1年間に800万頭もドッジシティで汽車に乗せられ、東部へ運ばれた。ドッジシティは「牛の町の女王」という渾名を貰った。
カウボーイによる暴力行為に対処するためもあり、カンザス州は1881年2月19日にアルコール飲料を全て禁止する憲法修正案を採択した最初の州になった。

## 地理
カンザス州は北部でネブラスカ州、東部でミズーリ州、南部でオクラホマ州、及び西部でコロラド州と接している。105の郡に分割され、628の都市 がある。太平洋及び大西洋から等距離に位置している。北米の測地線の中心は1983年までオズボーン郡ミーズランチに位置していた。この地点は合衆国政府によって作成された北アメリカ地図すべての中心参照地点として使われていた。大陸48州の地理的中心はスミス郡レバノン近くに位置しており、カンザス州の地理的中心はバートン郡に位置している。
カンザス州はロッキー山脈の東手前にあるフロンティア・ストリップに位置する6つの州の1つである。

### 地質
カンザス州の大地は水平方向から西向きに緩やかに沈む堆積岩の層でできている。州東部と南部にはミシシッピ紀、ペンシルベニア紀、ペルム紀の岩が層をなしている。州の西半分は白亜紀から第三紀の堆積物であり、西に隆起したロッキー山脈が浸食されて流れてきたものである。州北東隅は更新世の氷河作用を受けており、氷河礫と黄土に覆われている。

### 地形
アメリカ合衆国の「大平原（グレートプレーンズ）」に展開するこの州は、西側3分の2が概して平坦または波打つように起伏しているのに対し、東側3分の1は多くの丘陵や森林である。東から西に向かうに連れて徐々に高度が上がり、海抜高度はモンゴメリー郡コフィービルのバーディグリス川沿い684フィート (208 m) から、コロラド州境から半マイル (800 m)、ウォレス郡内のサンフラワー山、標高4039フィート (1,231 m) まで変化している。国内では最も平坦な州として知られており、良く知られた2003年の調査では、カンザス州が「パンケーキより平坦な」ことになっている（パンケーキには「ぺちゃんこにする」という意味がある）。このことはその後も問題にされ、その測定方法の違いにより、カンザス州は20番目から30番目に平坦だとする科学者もいる。標高の平均値は2,000フィート (600 m) であり、50州の中では14番目である。

### 河川

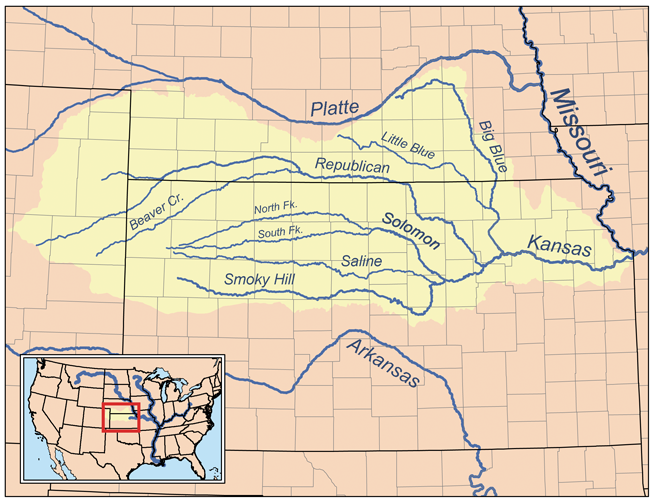
カンザス州の河川図

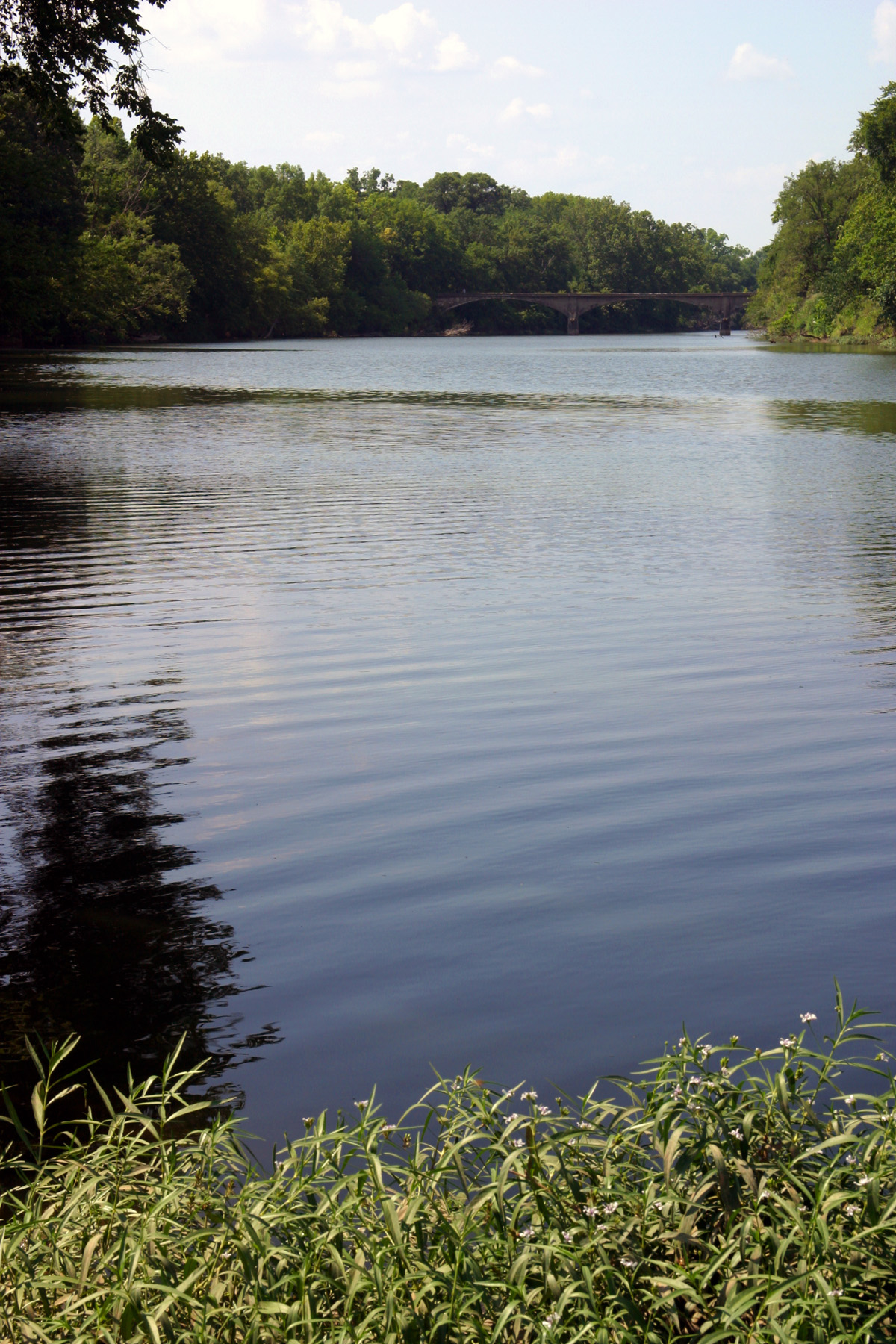
スプリング川

カンザス川は、ジャンクションシティというふさわしい名称の都市でスモーキーヒル川とレパブリカン川が合流して作られ、カンザス州の北東部を170 マイル (270 km) 流れた後、カンザスシティで、州の北東部境界線75 マイル (120 km) 近くを形づくっているミズーリ川と合流する。
コロラド州に水源があるアーカンザス川は、カンザス州西部と南部を500 マイル (800 km) 近く蛇行しながら流れており、その支流（リトルアーカンザス川、ニネスカ川、ウォルナット川、カウクリーク、シマロン川、バーディグリス川、及び ネオショ川）、と共にカンザス州の南部排水系を構成している。
その他の重要な河川として、スモーキーヒル川の支流であるセイリーン川とソロモン川、またビッグブルー川、デラウェア川、およびカンザス川に流れ込むワカルーサ川がある。ミズーリ川にはメルダジーン川が流れ込んでいる。スプリング川はリバートンとバクスタースプリングスの間を流れている。

### 国立公園及び史跡
アメリカ合衆国国立公園局の管理下にある地域は以下の通りである。
- ブラウン対教育委員会事件国立歴史史跡、トピカ市
- カリフォルニア国立歴史道
- ラーニド砦国立歴史史跡、ラーニド市
- スコット砦国立歴史史跡
- ルイス・クラーク国立歴史道
- ニコデムス国立歴史史跡、ニコデムス市
- オレゴン国立歴史道
- ポニー・エクスプレス国立歴史道
- サンタフェ国立歴史道
- 背高草プレーリー国立保護区、ストロングシティ近郊

### 気候
カンザス州はケッペンの気候区分で3つの地域に入っている。すなわち湿潤大陸性気候、亜乾燥気候、温暖湿潤気候である。東部3分の2（特に北東部）は湿潤大陸性気候であり、冷涼から寒気の強い冬と、暑く湿気が多い夏が特徴である。降水量の大半は夏と春に記録されている。西側3分の1、アメリカ国道281号線から西の回廊は、亜乾燥気候である。夏は暑く、酷暑になることも多いが概して湿度は低い。冬は温暖から酷寒まで変化が激しい。平均年間降水量は約16インチ (400 mm) である。冬季のチヌーク風で80°F (27℃) も気温を上昇させることがある。最南中部と南東部は温暖湿潤気候である。暑く湿度の高い夏と温暖な冬が特徴であり、他の地域よりも降水量が多い。3つの気候区分は厳密なものではなく、州内大半の地域で全ての気候区分の様相が現れることがあり、干ばつや乾燥と湿潤の間を変化する気象が珍しくない。また冬季には温暖と寒気が交互に現れる。
年間降水量は南東部の47インチ (1200 mm) から南西部の16インチ (400 mm) まで差がある。積雪は南部州境での5インチ (13 cm) から最北西部の35インチ (90 cm) まである。降霜の無い日は、南部で200日以上、北西部で130日となっている。日照に関しては資料により違いはあるが、カンザス州は国内でも多い方から9位ないし10位の州である。西部はカリフォルニア州やアリゾナ州と同じくらい日照が多い。
春と初夏は激しい気象に災いされやすい。州のほとんど全体で日照に恵まれてはいるものの、気候区分の境目にあるために多くの気団の発生によって激しい雷雨が起こりやすい。これらの嵐の多くはスーパーセルになる。さらに竜巻が生まれ、改良藤田スケールEF3以上のものが多い。国立気候データセンターの統計に拠れば、テキサス州に次いで竜巻発生数が多く（1950年1月1日から2006年10月31日の期間）、オクラホマ州より僅かに多い。またアラバマ州と共に、強度F5あるいはEF5の竜巻の発生数は最も多い。平均年間発生数は50個以上である。激しい雷雨では大変大きな雹を降らせることもある。また鉄砲水による洪水や突風をもたらすこともある。
国立海洋大気庁に拠れば、過去最高気温は1936年7月24日にアルトンで記録された121°F (49.4℃) であり、過去最低気温は1905年2月13日にレバノンで記録された-40°F (-40 ℃) である。この過去最高気温を国内の州と比べると、ノースダコタ州とタイで第5位である。
|      |                | 月    | 月    | 月    | 月    | 月    | 月    | 月    | 月    | 月    | 月    | 月    | 月    |
| 1月  | 2月            | 3月   | 4月   | 5月   | 6月   | 7月   | 8月   | 9月   | 10月  | 11月  | 12月  |       |       |
| ---- | -------------- | ----- | ----- | ----- | ----- | ----- | ----- | ----- | ----- | ----- | ----- | ----- | ----- |
| 都市 | コンコーディア | 36/17 | 43/22 | 54/31 | 64/41 | 74/52 | 85/62 | 91/67 | 88/66 | 80/56 | 68/44 | 51/30 | 40/21 |
| 都市 | ドッジシティ   | 41/19 | 48/24 | 57/31 | 67/41 | 76/52 | 87/62 | 93/67 | 91/66 | 82/56 | 70/44 | 55/30 | 44/22 |
| 都市 | グッドランド   | 39/16 | 45/20 | 53/26 | 63/35 | 72/46 | 84/56 | 89/61 | 87/60 | 78/50 | 66/38 | 50/25 | 41/18 |
| 都市 | トピカ         | 37/17 | 44/23 | 55/33 | 66/43 | 75/53 | 84/63 | 89/68 | 88/65 | 80/56 | 69/44 | 53/32 | 41/22 |
| 都市 | ウィチタ       | 40/20 | 47/25 | 57/34 | 67/44 | 76/54 | 87/64 | 93/69 | 92/68 | 82/59 | 70/47 | 55/34 | 43/24 |

## 人口動態
2020年国勢調査時点でのカンザス州の人口は2,937,880人であり、2010年国勢調査時点より2.97%増加していた。人口密度は13.9人/km2。カンザス州の人口重心はチェイス郡ストロングシティ付近となっている。約48.8%が男性で、51.2%が女性である。
2004年時点の人口には149,800人（州人口の5.5%）の外国生まれが含まれ、47,000人（州人口の1.7%）が不法在留外国人と見込まれている。

### 人種及び祖先
カンザス州の人種構成及び前の国勢調査との比較：
|        |            | 年     | 年    | 年    |
| 2010年 | 2000年     | 1990年 |       |       |
| ------ | ---------- | ------ | ----- | ----- |
| 人種   | 白人       | 83.8%  | 86.1% | 90.1% |
| 人種   | アフリカ系 | 5.9%   | 5.7%  | 5.8%  |
| 人種   | アジア系   | 2.4%   | 1.7%  | 1.3%  |
| 人種   | 先住民族   | 1.0%   | 0.9%  | 0.9%  |
| 人種   | その他     | 3.8%   | 3.4%  | 2.0%  |
| 人種   | 混血       | 3.0%   | 2.1%  | N/A   |

カンザス州内で申告された祖先による構成比は：ドイツ系 (33.75%)、アイルランド系 (14.4%)、イギリス系 (14.1%)、アメリカ人 (7.5%)、フランス系 (4.4%)、スコットランド系 (4.2%)、オランダ系 (2.5%)、スウェーデン系 (2.4%)、イタリア系 (1.8%)、ポーランド系 (1.5%) となっている。ドイツ系アメリカ人は特に北西部で多く、他州から来たイギリス系は南東部で多い。メキシコ系が南西部に入っており、特定の郡では人口の半数近くになっている。アフリカ系アメリカ人の多くはエクソダスターの子孫である。

### 過疎化
カンザス州は国内でも人口成長率が低い方の州である。過去数10年間、田園部から都市部に人口が移動し、田園部の過疎化が進んできた。
中西部にある全ての都市の中で、89%は人口3,000人未満であり、その中でも多くの都市が人口1,000人未満となっている。カンザス州の歴史家ダニエル・C・フィッツジェラルドに拠れば、カンザス州だけをとってみても、6,000以上のゴーストタウンや衰退するコミュニティがある。一方でカンザスシティ大都市圏に入るジョンソン郡の特定の町は国内でも有数の人口成長率となっている。

### 宗教
カンザス州の住民の宗教的関係は以下である：
- キリスト教 86%
  - プロテスタント 53.7%
    - メソジスト 13.3%
    - バプティスト 12.8%
    - ルター派教会(アメリカ福音ルター派教会など) 5.9%
    - 長老派教会 4.3%
    - 他のプロテスタント 17%

  - ローマ・カトリック 29%
  - 他のキリスト教徒 3%
- モルモン教 2%
- エホバの証人 2%
- 他の宗教 2%
- 無宗教 9%

## インディアン部族

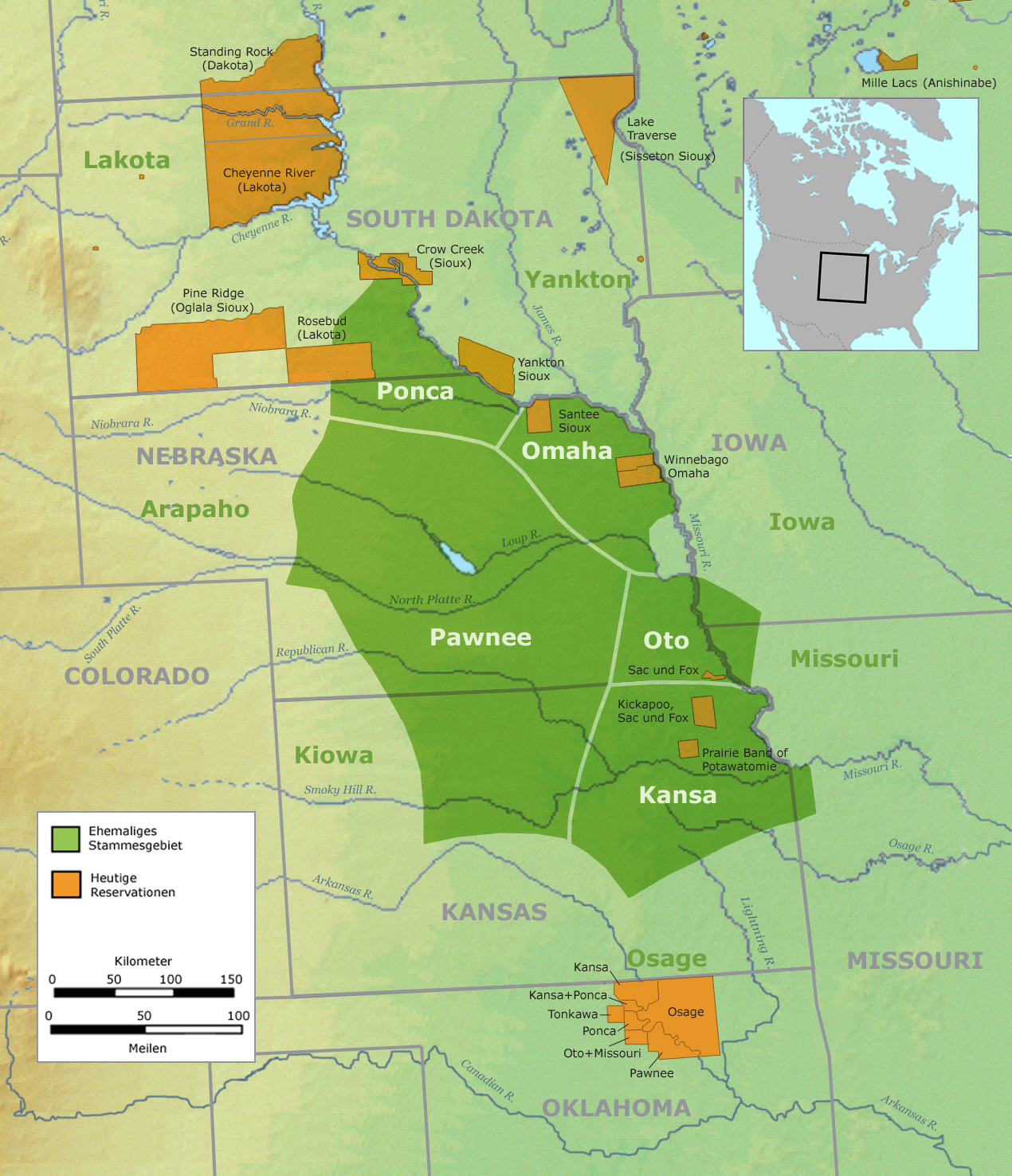
かつてのインディアン部族の勢力区分（緑色）と、現在の保留地（橙色）

アラパホー族、シャイアン族、チッペワ族、ヒカリア・アパッチ族、フォックス族、イリニ族、イロコイ族、カンサ族、キカプー族、カイオワ族、カイオワ・アパッチ族、マイアミ族、マンシー族、ショーニー族、ワイアンドット族、クアポー族、ミズーリ族、オーセージ族、オート族、オタワ族、デラウェア族、ポーニー族、セネカ族、ソーク族などのインディアン部族が農耕、狩猟民併せて先住した。
チェロキー族は1835年の「新エコタ条約」で、カンザス州の南東から南の州境に、テネシー州から強制移住させられた。「チェロキー国家」として南北戦争にも寄与し、1866年に合衆国の黒人奴隷解放政策に賛同したのち、「自由身分の黒人」とは別に「自由身分の色つき」枠に振り分けられ、他のインディアン部族同様に「ジム・クロウ法」の対象となった。
この州のインディアン部族のほとんどは、19世紀初頭に、東部森林地帯からアメリカ政府によって強制移住させられてきたものである。こののち、オッタワ族、デラウェア族は1866年、クアポー族（アーカンサス族）、ソーク族、ワイアンドット族は1867年にオクラホマ州へ強制移住させられた。残る部族も1887年制定の「ドーズ法」で保留地を没収され、ほとんどが絶滅指定された。
州名の由来となったカンサ族（コー族）自体は、1872年にオクラホマ州へ強制移住させられ、部族としては同州にはいない。
アメリカ連邦政府から公認を打ち切られている部族は、条約で確約される保留地を持つことが出来ない。多くの部族が公式認定を求めアメリカ内務省と交渉中である。
| 公式認定者         | 該当する部族 |
| ------------------ | --- |
| アメリカ合衆国政府 | - カンザス・キカプー族 - ポタワトミ族平原バンド - ソーク族、フォックス族 - アイオワ族 |
| なし               | - 「ワイアンドット族」 - デラウェア族マンシー・トライブ - チッペワ族・スワンクリーク及びブラックリバー - ショーニー族部族連合 - カウェア族 - チェロキー族レッド・ネーション - 北部チェロキー族 |

### インディアン・カジノ
同州では、5つの部族がインディアン・カジノを運営している。
ワイアンドット族（ヒューロン族）は、連邦から公認されていない部族であるが、2003年8月にカンザス市7番街にある部族共同体の伝統墓地の駐車場に移動型カジノの営業を始めた。2004年、州司法長官はカジノを強制閉鎖させ、152台のスロットマシンと50万ドルの現金を押収した。ワイアンドット族は州と関係当局を告訴し、これに完全勝訴。2007年より7番街のフリーメーソンの廃寺院を使って、部族カジノは再開された。連邦保留地を持たない部族が自前で建物を買い、カジノを開くという事例が実現することとなった。
| 部族                     | カジノ                                                          |
| ------------------------ | --------------------------------------------------------------- |
| キカプー族               | - 「黄金の鷲のカジノ」                                          |
| ワイアンドット族         | - 「7番通りのカジノ」                                           |
| ポタワトミ族・平原バンド | - 「平原バンド・カジノ」 - 「平原バンド・ポタワトミ・ビンゴ場」 |
| ソーク族、フォックス族   | - 「フォッサ・アンド・フォックス・カジノ」                      |
| アイオワ族               | - 「カジノ・白い雲」                                            |

## 主要な都市及び町
関連項目：カンザス州の都市の一覧
|                                                                | 都市                 | 人口*   | 人口成長率** | 都市圏         |
| -------------------------------------------------------------- | -------------------- | ------- | ------------ | -------------- |
| 1                                                              | ウィチタ             | 397,532 | +3.97%       | ウィチタ       |
| 2                                                              | オーバーランドパーク | 197,238 | +13.77%      | カンザスシティ |
| 3                                                              | カンザスシティ       | 156,607 | +7.42%       | カンザスシティ |
| 4                                                              | オレイサ             | 141,290 | +12.25%      | カンザスシティ |
| 5                                                              | トピカ               | 126,587 | −0.70%       | トピカ         |
| 6                                                              | ローレンス           | 94,934  | +8.32%       | ローレンス     |
| 7                                                              | ショーニー           | 67,311  | +8.20%       | カンザスシティ |
| 8                                                              | レネックサ           | 57,434  | +19.18%      | カンザスシティ |
| 9                                                              | マンハッタン         | 54,100  | +3.48%       | マンハッタン   |
| 10                                                             | サライナ             | 46,889  | −1.71%       | ‡              |
| 11                                                             | ハッチンソン         | 40,006  | −4.93%       | ‡              |
| 12                                                             | レブンワース         | 37,351  | +5.96%       | カンザスシティ |
| 13                                                             | リーウッド           | 33,902  | +6.39%       | カンザスシティ |
| 14                                                             | ガーデンシティ       | 28,151  | +5.60%       | ‡              |
| 15                                                             | ドッジシティ         | 27,788  | +1.64%       | ‡              |
| 16                                                             | ダービー             | 25,625  | +15.65%      | ウィチタ       |
| 17                                                             | エンポリア           | 24,139  | −3.12%       | ‡              |
| 18                                                             | ガードナー           | 23,287  | +21.77%      | カンザスシティ |
| 19                                                             | プレーリービレッジ   | 22,957  | +7.04%       | カンザスシティ |
| 20                                                             | ジャンクションシティ | 22,932  | −1.80%       | マンハッタン   |
| *2020年国勢調査 **2000年から2010年の成長率 ‡小都市圏として定義 |                      |         |              |                |

カンザス州には627の法人化都市がある。州法で都市は「国勢調査目録によって」得られる人口によって3つのクラスに分けられている。第3級は人口5,000人未満であるが、2,000人以上に到達した都市は2級に分類される可能性がある。2級は人口25,000人未満で、15,000人以上になったときに1級に分類される可能性がある。1級と2級は郡区とは独立し、郡区の領域に含まれていない。

### 州北東部

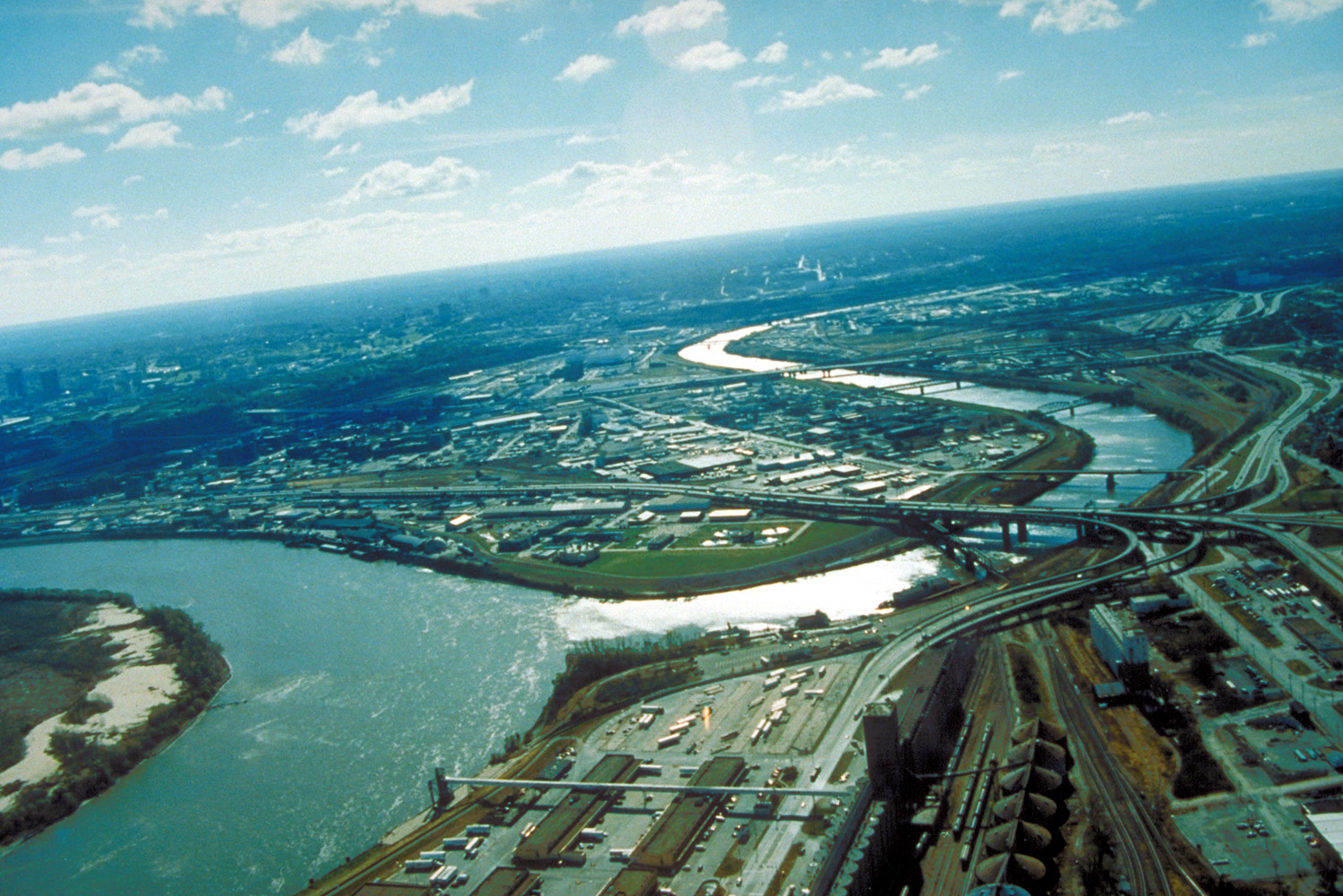
カンザスシティ

州北東部は、ミズーリ州との東部境界からジャンクションシティまで、かつネブラスカ州との北部境界から南のジョンソン郡までと定義され、ここに含まれるカンザスシティ、マンハッタン、ローレンスおよびトピカの都市圏には150万人以上が住んでいる。1960年に法人化された若い都市であるオーバーランドパーク市がジョンソン郡で人口も面積も最大の都市である。同市には州内最大のコミュニティカレッジであるジョンソン郡コミュニティカレッジがあり、また都市圏最大の民間企業雇用主である通信事業のスプリント・ネクステルが本社を構えている。2006年、オーバーランドパーク市はアメリカで住み良い都市第6位に選ばれ、隣接するオレイサ市も13位に入った。オレイサ市はジョンソン郡の郡庁所在地であり、ジョンソン郡幹部空港がある。オレイサ市、ショーニー市、ガードナー市は州内でも人口成長率の高い都市である。オーバーランドパーク市、レネックサ市、オレイサ市、およびガードナー市は、サンタフェ・トレイルの道筋にあることでも名高い。人口1,000人以上の都市の中で、ミッションヒルズ市は一人あたりの所得の中央値が州内で最も高い。
北東部には高等教育機関が幾つかある。ボールドウィンシティのベイカー大学は1858年に設立された州内最古の大学であり、メソジスト教会が運営している。アッチソン市にあるベネディクティン大学はセントベネディクト修道院とマウント・セント・スコラスティカ修道院が後援し、セントベネディクト・カレッジ（1858年設立）とマウント・セント・スコラスティカ・カレッジ（1923年設立）の合併で作られた。オレイサ市にはミッドアメリカ・ナザレン大学がある。オタワ市とオーバーランドパーク市にはオタワ大学がある。カンザスシティにはカンザスシティ・カンザス・コミュニティカレッジとカンザス大学医療センターがある。オーバーランドパーク市にはカンザス大学エドワーズキャンパスもある。車で西へ1時間弱のローレンス市には州内最大の州公立大学であるカンザス大学があり、他にハスケル・インディアン部族大学がある。
北のカンザスシティは州内で2番目に大きな陸地面積を持っており、多くの多様な民族の集まる地区がある。見所として、カーレース場のカンザス・スピードウェイ、アメリカンフットボールのカンザスシティ・ティーボーンズ、および小売業と娯楽のザ・リジェンド・アット・ビレッジウェストがある。ミズーリ川を北に遡ると、ランシング市には州で最初の最高度警備刑務所がある。1854年に設立された歴史あるレブンワース市は州内で最初に法人化された都市である。その北にレブンワース砦があり、ミシシッピ川より西では最古の現役陸軍基地である。アッチソン市は州内でも早くから商業中心となり、アメリア・イアハートの生誕地として知られている。
その西には25万人近くが住んでいるトピカ都市圏がある。トピカ市は州都であり、ウォッシュバーン大学がある。昔のオレゴン・トレイルのカンザス川渡し場に建設され、国指定歴史史跡が幾つかある。さらに西の州間高速道路70号線とカンザス川沿いにジャンクションシティがあり、石灰岩と煉瓦で造られた建物群があり、また近くには「ビッグレッドワン」と通称されるアメリカ陸軍第1歩兵師団が駐屯するライリー砦がある。さらに少し進んだ位置にマンハッタン市があり、州内で2番目に大きな公立大学で、1863年に国内でも最古の国有地認可大学となったカンザス州立大学がある。キャンパスの南には1889年からの歴史があるアジービルがあり、州内では最古の商店街がある。

### ウィチタ

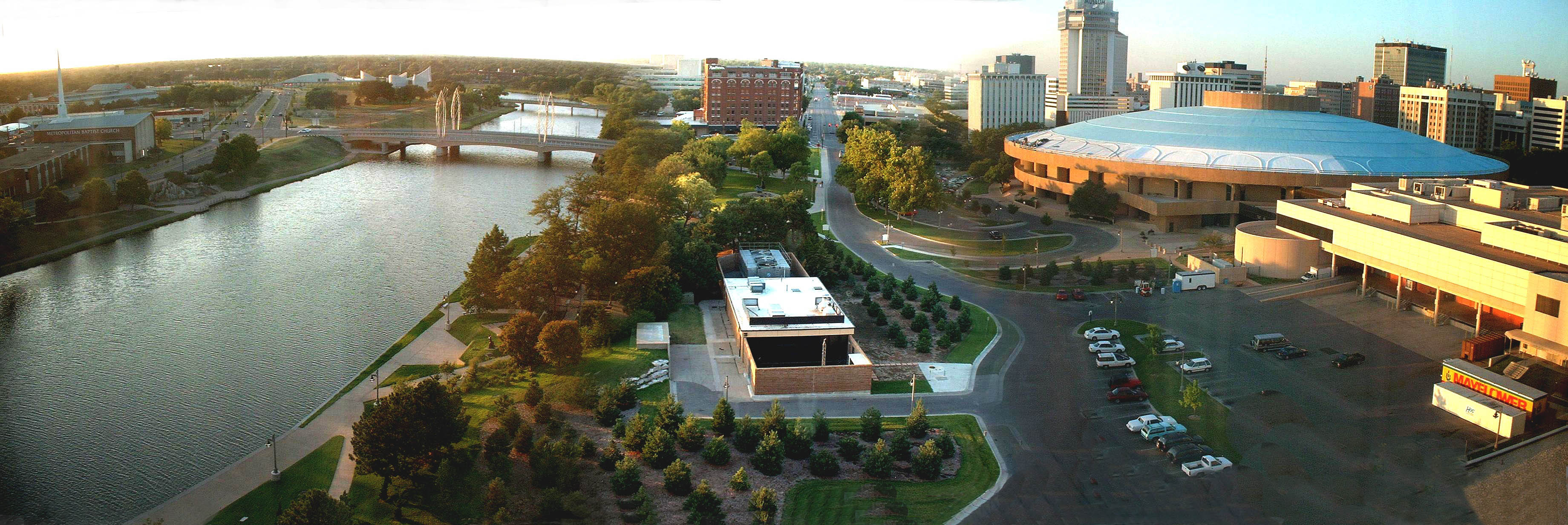
カンザス州最大の都市ウィチタ

カンザス州中南部にあるウィチタ都市圏は647,610人（2020年国勢調査）の人口を抱える。ウィチタ市は陸地面積でも人口でも州内最大の都市である。「エアー・キャピタル」とも呼ばれる航空機産業の中心であり、またウィチタ州立大学がある。国指定歴史史跡や博物館の他に娯楽施設も多く、中西部での文化のメッカになる望みを持っている。人口成長率は2桁の伸びを示しており、郊外都市は州内最大の成長率になっている。ゴッダード市は2000年からの人口成長率が11%だった。その他成長率の高い都市として、アンドーバー、メイズ、パークシティ、ダービー、ヘイズビルの各都市がある。
ウィチタからアーカンザス川を遡るとハッチンソン市がある。世界でも最大級の岩塩床の上に建設されており、また世界最大最長のコムギエレベーターがある。カンザス・コスモスフェア・アンド・スペースセンター、プレーリー・デューンズ・カントリークラブがあり、またカンザス州祭が開催されている。ウィチタから州間高速道路135号線を北に行くとニュートン市があり、元はサンタフェ鉄道の西側終着駅、かつチザム・トレイルの出発点だった。ウィチタの南東には歴史的な建築物があるウィンフィールド市とアーカンザスシティ市があり、アークシティにはチェロキー・ストリップ博物館がある。ユーダル市は1955年5月25日にカンザス州でも最も猛威を振るった竜巻が起こった場所である。市内とその近郷で80人が死亡した。ウィチタの南西には人口5人のフリーポートがあり、州内最小の都市である。

### 州内の他地域

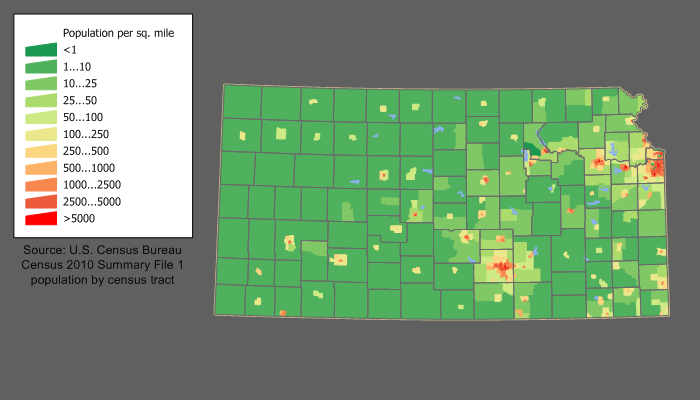
カンザス州の人口密度図

フリントヒルズのブルーステム地域の中心にあるカンザスシティ市、トピカ市とウィチタ市の中間にエンポリア市があり、幾つかの国指定歴史史跡と、著名な教員養成カレッジであるエンポリア州立大学がある。ここは新聞発行者ウィリアム・アレン・ホワイトの故郷でもあった。

#### 南東部

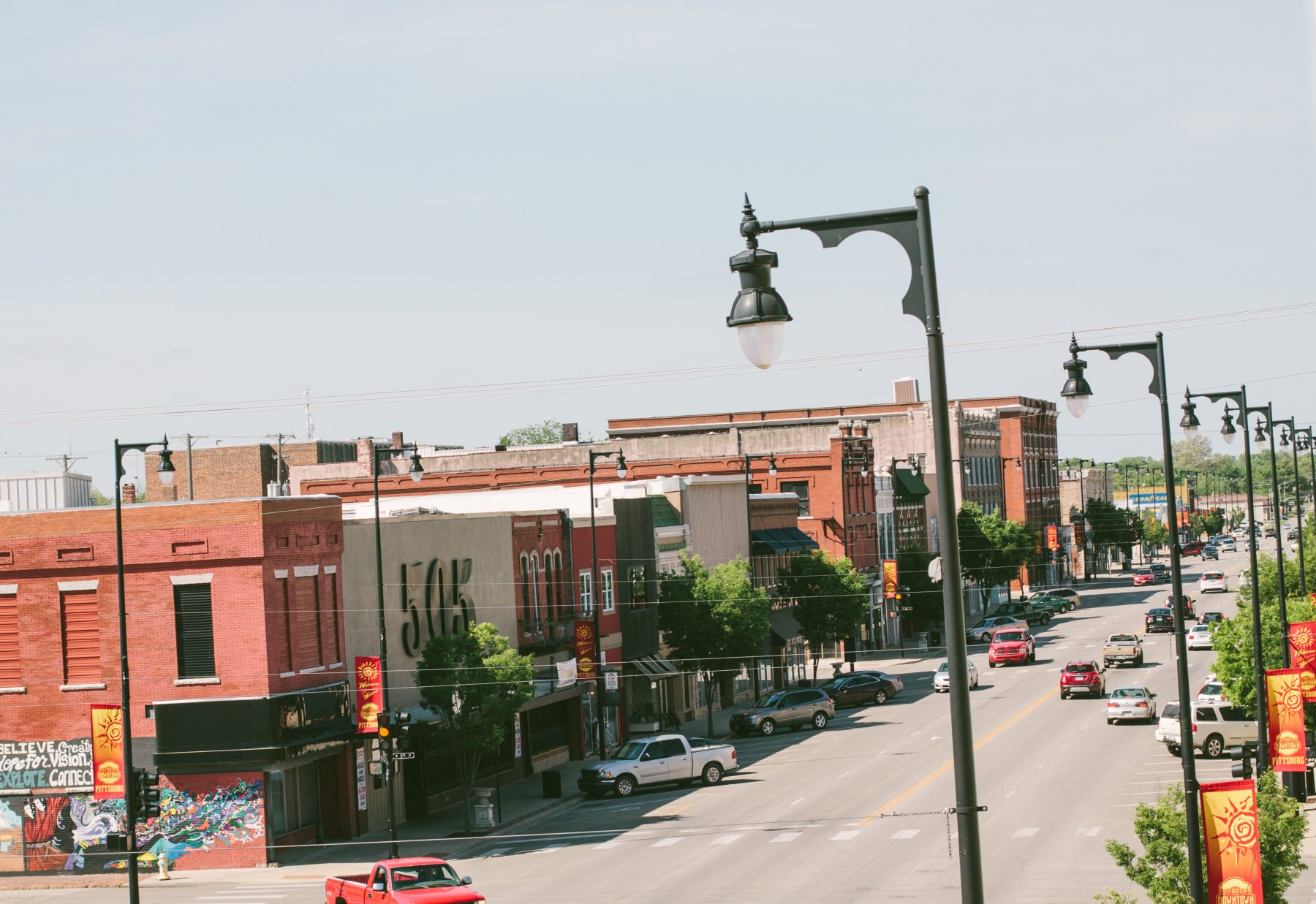
南東部の中心都市ピッツバーグ

州南東部では、炭田地域に多くの国指定歴史史跡があり、特徴ある歴史を持っている。クロウフォード郡（フライドチキンの首都と言われる）にあるピッツバーグ市は人口20,646人（2020年国勢調査）を抱える州南東部最大の都市であり、ピッツバーグ州立大学（ペンシルベニア州のピッツバーグ大学とは別物）がある。隣接するフロンテナック市は1888年に炭坑で爆発が起こり、死者47人を出すという最大の炭鉱事故が起きた。ウェストミネラル市の1.5マイル (2.4 km) 郊外には「ビッグ・ブルータス」がある。この改修された砦の側にある歴史あるフォートスコットには、リンカーン大統領が1862年に指定した国立墓地がある。

#### 中央部と北部

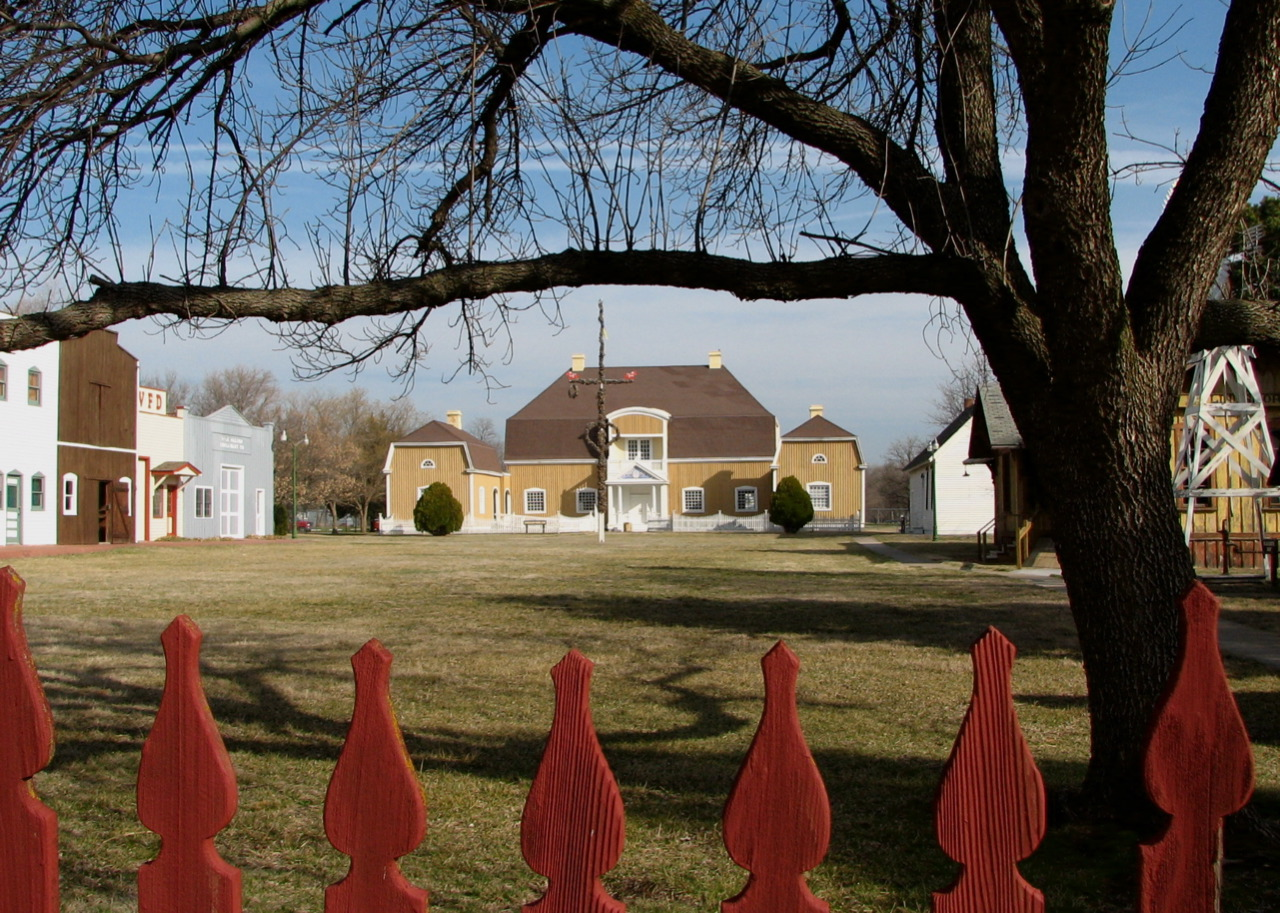
リンズボーグのスウェーデン式の建物

州中央部と北部ではサライナが最大の都市である。サライナの南にリンズボーグという小さな都市があり、多くのダーラヘスト(木工の馬）が飾られている。この町の建築物や装飾物の多くははっきりと分かるスウェーデン様式である。州間高速道路70号線にそって東に歴史あるアビリーン市があり、元はチザム・トレイルの始点であり、ドワイト・D・アイゼンハワー大統領が少年時代を過ごした町である。その西にはルーカスがあり、カンザス州では大衆芸術の首都とされている。

#### 北西部

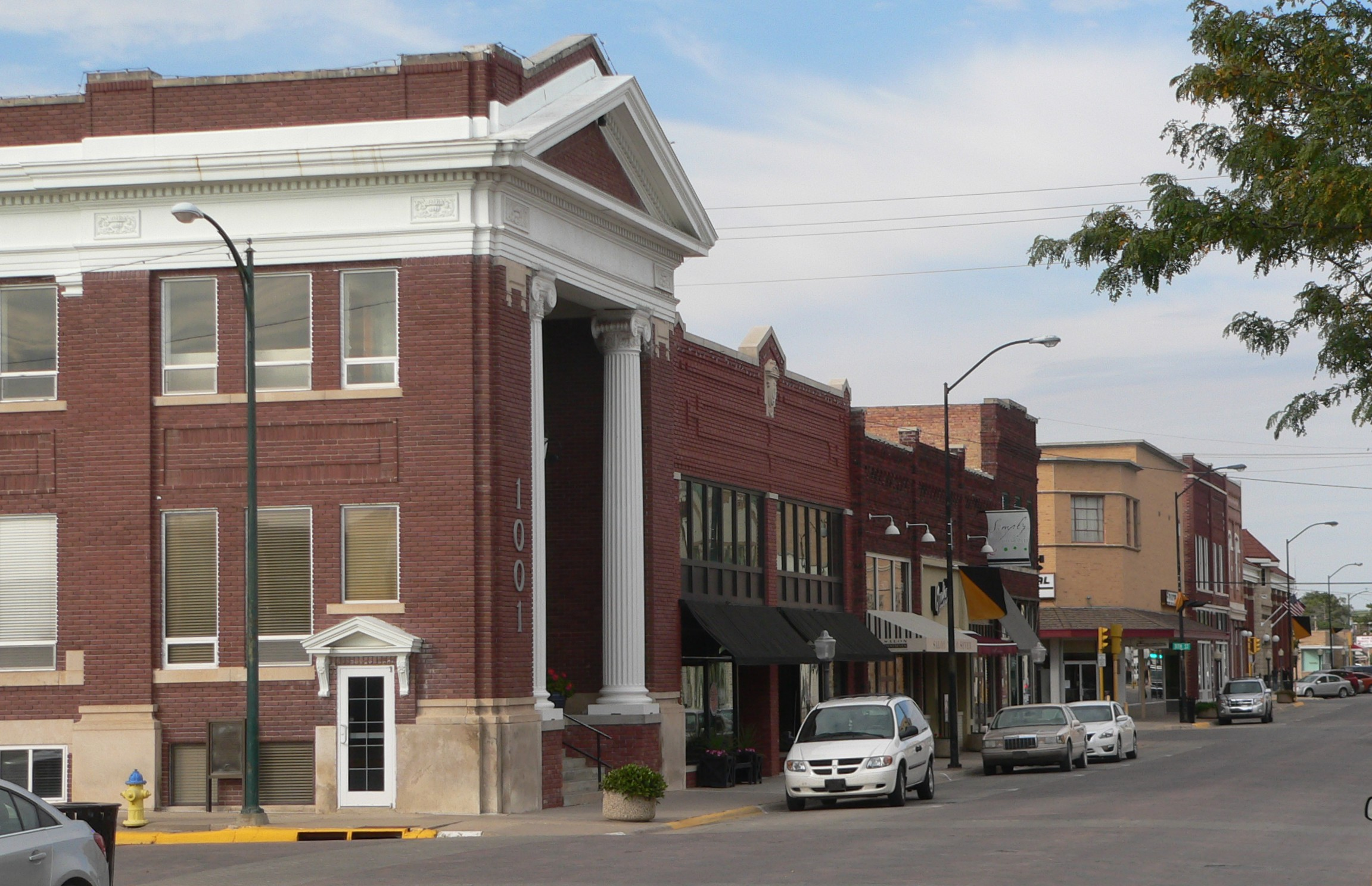
北西部の中心都市ヘイズ

州間高速道路に沿って西方にラッセル市がある。昔から人口の少ない北西部の始まる所であり、元アメリカ合衆国上院議員ボブ・ドールの故郷、かつ同じく上院議員アーレン・スペクターが少年時代を過ごした町である。ヘイズ市は人口21,116人（2020年国勢調査）を数える州北西部最大の都市で、フォートヘイズ州立大学とスターンバーグ自然史博物館がある。エリス郡の小さな町には2つの目印となるものがある。「平原の大聖堂」はヘイズの10マイル (16 km) 東、ビクトリアにあり、ウォルター・クライスラーが少年時代を過ごした家はヘイズの15マイル (24 km) 西、エリスの町にある。ヘイズの西では州間高速道路70号線沿いであっても人口が急速に少なくなり、コルビーとグッドランドという人口が4,000人を超える唯一の町が州間高速道路70号線に沿って35マイル (56 km) 離れて位置している。

#### 南西部

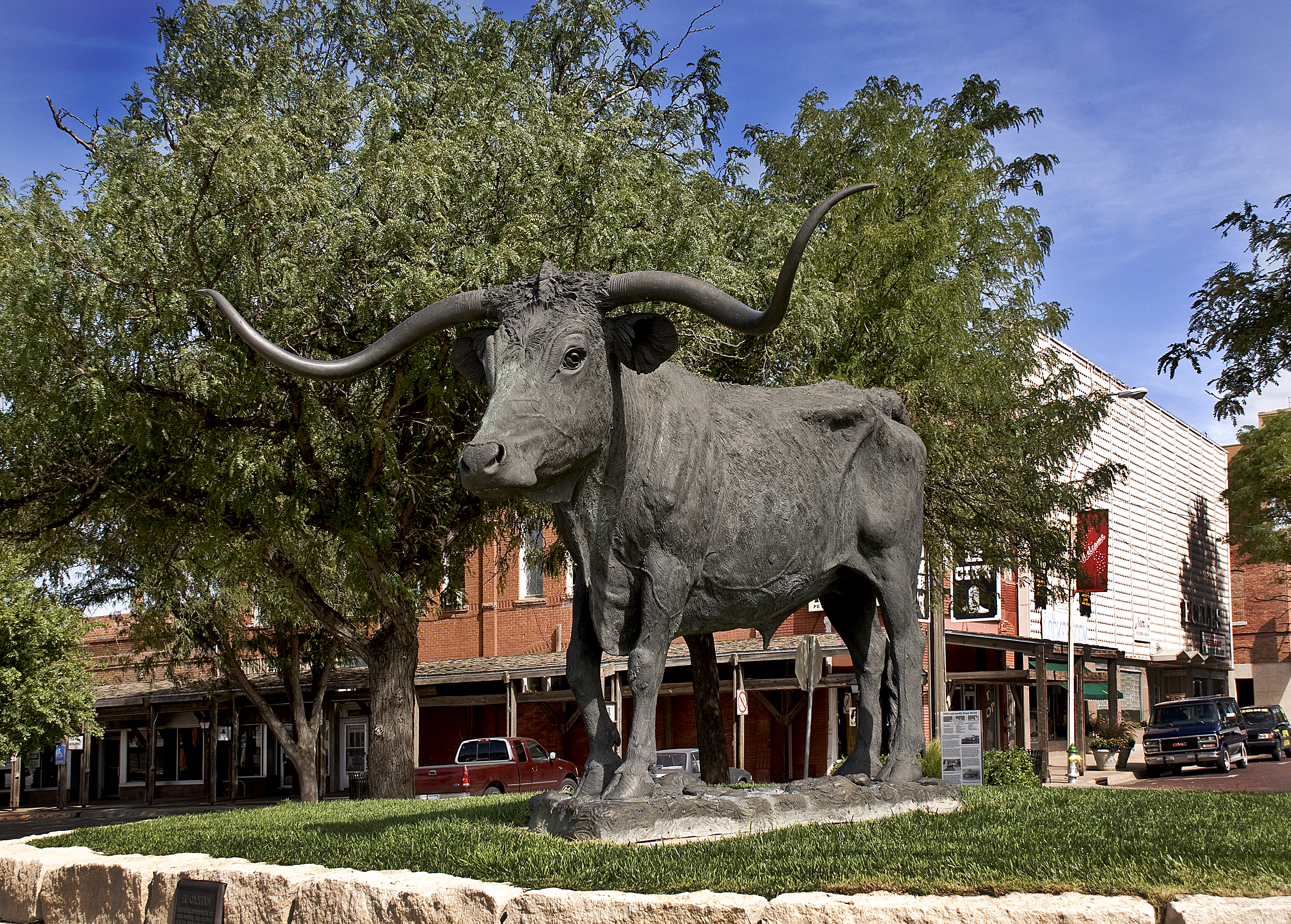
ドッジシティのロングホーン像

ドッジシティ市は19世紀後半の牛追いの時代で有名であり、サンタフェ・トレイルにそって建設された。リベラル市はサンタフェ・トレイル南側ルート上にある。州内で最初の風力発電所がモンテズマの東に建設された。ガーデンシティにはリー・リチャードソン動物園がある。

## 政治と法律
関連項目：カンザス州知事の一覧

### 州と地方の政治

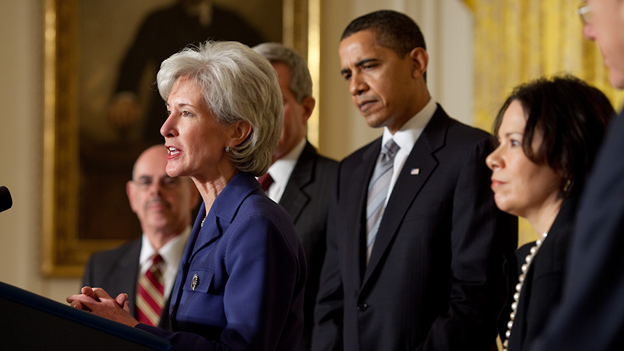
キャスリーン・セベリウスはバラク・オバマ大統領からの保険福祉省長官指名を受け容れた

行政府:行政府には選挙で選ばれる6人の役人がいる。知事と副知事は同じ候補者名簿で選出される。検事総長、州務長官、州財務官、および州保険委員長は別々の選挙で選ばれる。2012年時点で6人の役人は全て共和党員である。知事サム・ブラウンバックと副知事ジェフ・コリアーの組み合わせは2010年に選出され、最大2期続けて務めることが可能である。2010年にはインデペンデンス市出身のデレク・シュミットが検事総長に、パイパー市のクリス・コバックが州務長官に、ウィチタ市のロン・エステスが州財務官に、トピカ市のサンディ・プレージャーが州保険委員長に選ばれた。
立法府:上院と下院の両院制である。下院議員は125人、上院議員は40人で、共に4年任期である。2012年時点で上院の32人、下院の92人が共和党員である。
司法府:行政府の頂点はカンザス州最高裁判所であり、判事は7人いる。空席が生じた場合、9人の判事予撰委員会が選出した3人の候補者から知事が1人を指名することになっている。この委員会は州内弁護士が選出した5人と知事が選出した4人で構成されている。
カンザス州は進歩的な州という評判があり、立法では多くの「初めて」がある。労働災害補償法を定めた最初の州であり（1910年）、証券業を規制したのも初めての州だった（1911年）。1912年には女性参政権を認めたが、これはアメリカ合衆国憲法でそれを認める修正が行われる10年近く前のことだった。女性参政権が全州で認められたのは、1920年にアメリカ合衆国憲法修正第19条が批准された時だった。第一次世界大戦後、州内の多くの都市で市政委員会・シティマネジャー方式が採用されたが、当時国内の多くの都市では政治マシーン、あるいは犯罪組織に牛耳られており、中でも有名なのがミズーリ州カンザスシティのペンダーガスト・マシーンだった。1954年、トピカ市で、「ブラウン対教育委員会事件」に対する最高裁判所判決が出て、国内の学校で人種差別を行うことを禁じたのも有名である。
フランクリン・ルーズベルト大統領は1932年から4期続けて大統領に当選したが、カンザス州はこれをあまり支持しなかったことで数少ない州の1つになっている。ルーズベルトがカンザス州を制したのは4回のうち2回のみだった。ただし、1936年の場合は、対抗馬のカンザス州知事アルフレッド・M・ランドンを大差で破って州を制した。1940年はウェンデル・L・ウィルキー、1944年はトマス・E・デューイと共に共和党候補が州を制した。1948年では現職のハリー・S・トルーマンがミズーリ州境から約15マイル (24 km) 東のインディペンデンス市出身であったにも拘わらず、共和党のデューイを支持した。ルーズベルトの後でカンザス州を制した民主党候補は1964年のリンドン・B・ジョンソン一人だけである。
過去40年間でカンザス州は国内の他の地域よりも社会的に保守的になっている。1990年代には人工中絶に新しい制限を課し、ダン・グリックマンなど著名な民主党員が敗北し、州教育委員会は1999年に教育指導標準から進化論を除外する判断をした。ただし教育委員会の判断は後に撤回された。2005年、州民は同性結婚を禁止する憲法修正条項を承認した。翌年、州議会は結婚を認める最少年齢を15歳に設定する法を成立させた。2008年、キャスリーン・セベリウス州知事は「地球温暖化ガスが気候の変動に影響していることを知っている。カンザス州は農業の州として、特に脆弱である。それ故に、公害を減らすことは短期間に我々の州に恩恵を及ぼすだけでなく、次の世代にも貴重なものになる」と言って、新しい石炭焚き火力発電所建設計画に拒否権を使った。しかし、2009年にセベリウスが辞任してマーク・パーキンソンが州知事に就任すると、パーキンソンは発電所建設を認めるための妥協案を発表した。
2010年、サム・ブラウンバックが総投票数の63%を得て、州知事に当選した。8年ぶりの共和党員知事になった。ブラウンバックは5項目の「カンザス州のためのロードマップ」を掲げて選挙運動を行った。それには以下のような定量化できる目標が挙げられていた。
1. 個人収入の増加
2. 民間企業による雇用の増加
3. 小学校4年生で基準に合わせて読み書きできる者の比率の増加
4. カレッジ進学や就職に進むことのできる高校卒業者比率の増加
5. 貧困に沈む子供の比率の減少

ブラウンバックは2012年議会会期で、次のような5つの目標を明示した。
1. カンザス州の失業率を減らす手段として税制の大きな改革
2. 増加しつつあるメディケイドに対する支払額の減少
3. 時代遅れで非効率になってきた学校関係予算割り当ての改定
4. 州予算の出入りバランスを保つために政府支出を減らす目的での政府の構造改革
5. 国内でも最大級に不安定なものになっている州の雇用年金計画で、手当されていない負債80億ドル以上の排除

ブラウンバックは知事になる前のアメリカ合衆国上院議員時代は大変保守的な人物だったが、知事になってからは議論を呼ぶ決断を幾つか下してきた。2011年5月、州内の芸術面の指導者や支援者の大きな反対の声に対抗して、カンザス芸術委員会を閉鎖させ、芸術関連機関の無い初の州にした。2011年7月、費用削減の手段として、州社会復帰事業局のローレンス支所を閉鎖する計画を発表した。この計画には多くの反対の声が起こった。ローレンス市政委員会は支所を開設したままにするための予算を手当てすることを決めた。

### 連邦政府との関わり
カンザス州から連邦議会に送り出している議員は、上院2人、下院4人であり、2012年時点で全て共和党員である。
カンザス州は、準州時代に奴隷制度の拡張に反対した動きの中から共和党が生まれたアンテベラムの昔から、共和党の堅い地盤である。世界恐慌が起こったあと、1932年にフランクリン・ルーズベルトが初めて大統領に当選した時以来、上院議員選挙で民主党候補を選んだことがない。二大政党のどちらかが単一の州で上院議員選挙を連続して敗北した記録としては最長である。2008年の大統領選挙で、サム・ブラウンバック上院議員が共和党指名の候補だった。2010年の上院議員選挙でブラウンバックは3期目の候補者にならなかったが、その年の一般選挙で知事に当選した。2010年8月予備選挙では、ブラウンバックの後釜としてジェリー・モーランが共和党の指名を得て、一般選挙でも民主党候補に大勝した。
共和党候補ではない者が大統領選挙でカンザス州を制したのは、ポピュリスト党のジェイムズ・ウィーバー、民主党のウッドロウ・ウィルソン、フランクリン・ルーズベルト（2回）、リンドン・B・ジョンソンだけである。2004年の選挙では、ジョージ・W・ブッシュが総投票数の62%を獲得し、25%の大差を付けて6人の選挙人票を得た。このとき民主党のジョン・ケリーを支持したのは、カンザスシティのあるワイアンドット郡とカンザス大学のあるローレンス市を含むダグラス郡の2郡だった。2008年の選挙でも同様な結果であり、ジョン・マケインが57%を獲得した。ダグラス郡、ワイアンドット郡に加えて、クロウフォード郡がバラク・オバマを支持した。
1996年大統領選挙で、カンザス州の共和党上院議員ボブ・ドールが党の候補者指名を得たが、大統領にはなれなかった。カンザス州出身で敗北した大統領候補者として2人目となった。

### 州法
カンザス州で飲酒が認められる年齢は21歳である。小売りに対する州消費税の代わりに、免許を得た店舗で消費される酒類には10%の飲食税、小売りされた酒類には8%の酒類販売実行税が課せられている。穀草類の麦芽酒（3.2ビールとも呼ばれる）の販売は1937年に合法化されたが、禁酒法が終わった後、カンザス州でアルコール飲料が合法化されたのは州憲法が修正された1948年になってからだった。翌年、州議会で酒類統制法が成立し、規制、免許、課税の方法が作られた。またアルコール飲料統制局が作られ、この法の執行に関わった。穀草類の麦芽酒を規制する権限は都市や郡に任されたままである。飲食店での酒の提供は1986年の憲法改正と翌年の規制法の成立で合法となった。2006年11月時点で、まだ州内29郡は酒類の販売を禁じる「ドライ郡」であり、17郡だけが食品の売り上げ規定無しに酒類販売を認めている。今日酒類では2,600店、穀草類の麦芽酒では4,000店以上の免許が降りている。

## 経済
アメリカ合衆国商務省経済分析局によると、カンザス州の2008年の州総生産高は1,227億米ドルであり、全米の州の中では32位だった。2008年の一人当たりの収入は35,13米ドルだった。2012年3月時点の失業率は6.2%である。カンザス州の農業生産品は牛、羊、小麦、モロコシ種、大豆、綿、豚、トウモロコシ、及び塩である。州東部は、合衆国の大穀倉地帯であるグレインベルトの一部である。工業生産品は輸送設備、商業及び小型飛行機、食品加工、出版、化学製品、機械、衣服、石油及び鉱業である。
| 順位 | 企業名                               | 従業員数 | 所在地               | 業種             |
| ---- | ------------------------------------ | -------- | -------------------- | ---------------- |
| 01   | スプリント・ネクステル               | 12,000   | オーバーランドパーク | 通信             |
| 02   | セスナ                               | 11,300   | ウィチタ             | 航空機           |
| 03   | スピリット・アエロシステムズ         | 10,900   | ウィチタ             | 航空機           |
| 04   | ホーカー・ビーチクラフト             | 6,767    | ウィチタ             | 航空機           |
| 05   | エンバーク                           | 3,800    | オーバーランドパーク | 通信             |
| 06   | ブラック・アンド・ビーチ             | 3,800    | オーバーランドパーク | エンジニアリング |
| 07   | ボーイング                           | 3,005    | ウィチタ             | 航空機           |
| 08   | ファーマーズ・インシュアランス       | 3,000    | オレイサ             | 保険             |
| 09   | YRCワールドワイド                    | 2,600    | オーバーランドパーク | トラック運送     |
| 10   | ガーミン                             | 2,500    | オレイサ             | GPS 技術         |
| 11   | リアジェット                         | 2,250    | ウィチタ             | 航空機           |
| 12   | コッホ・インダストリーズ             | 2,000    | ウィチタ             | 化学/素材        |
| 13   | シュワン・フードカンパニー           | 2,000    | サライナ             | 食品             |
| 14   | コレクティブブランド                 | 1,700    | トピカ               | アパレル         |
| 15   | ブルークロス・アンド・ブルーシールド | 1,603    | トピカ               | 保険             |

石油生産では全米50州で第8位である。長い期間を経て掘削が難しくなり、生産量は着実に減少している。1999年に原油価格が底をついて以来、2004年の月間生産量280万バーレル (445,000 kl) で安定している。近年の原油価格高騰により、二酸化炭素隔離など石油再生技術が経済的になってきた。
天然ガスの生産量でも全米8位である。1990年代半ばからヒューゴトン・ガス田が枯渇してきて生産量は減少している。ヒューゴトン・ガス田はオクラホマ州やテキサス州にも広がる州内最大のガス田である。2004年、天然ガスの減少が緩やかだったことと、炭層メタンの生産量増加で、全体としては減少率が鈍化された。平均月間生産量は320億立方フィート (0.9 km3) である。
州経済は航空機産業からも大きな影響を受けている。ウィチタやカンザスシティには、スピリット・アエロシステムズ、ボーイング、セスナ、リアジェット、ホーカー・ビーチクラフト（旧レイセオン）など大規模航空機会社が製造設備を構えている。
州内に本社を構える主要企業としては、通信のスプリント・ネクステル（世界本社がオーバーランドパーク市にある）、同じく通信のエンバーク（国内本社がオーバーランドパーク市にある）、トラック運送のYRCワールドワイド（オーバーランドパーク市）、GPS技術のガーミン（オレイサ市）、靴製造のペイレスシューズ（国内本社と物流センターがトピカ市にある）、化学品のコッホ・インダストリーズ（ウィチタ市）などがある。

### 州税
カンザス州の所得税は3.5% から 6.45% まで3段階ある。州の消費税は6.3%である。多くの都市や郡が付加消費税を徴収している。2001年の不景気時を除き、徴収率は経済が成長するに連れて高くなる傾向にあり、2回の課税率増が法制化された。2003年の消費税総額は16億ドルとなり、1990年の8億ドルから倍増している。
税収が予測を下回り、個人所得が低成長であったことからくる歳入不足で、州債の水準がかなり上がることになった。1998年の州債は11億6,000万ドルだったが、2006年には38億3,000万ドルにまでなった。1999年に州は包括的交通10年計画を策定したので負債の幾らかの増加は予測されていた。2004年6月時点で、ムーディーズ・インベスターズ・サービスは、一人当たり税負担州債額でカンザス州を第14位に位置づけた。個人収入に対する比率では3.8%であり、評価された州の中央値2.5%より高い。また1992年の1%未満からは上昇してきた。州法では会計年度末に歳出の7.5%以上の現金を残すことになっているが、議会はこの規則を投票で無効にすることができ、事実近年の予算審議ではこれを無効にしてきた。

### カジノ
2007年3月、カンザス州議員による「カンザス宝くじ委員会」が、4つの候補地での「リゾート・カジノ」の設立議案を可決。このカジノ開設の可否は州下の全郡での住民投票にゆだねられた。
結果、ワイアンドット郡では、有権者80%超の圧倒的賛成によって、同郡での賭博施設の新設を合法承認し、「カンザスシティー競馬場」でのスロットマシン設置を許可した。キャスリーン・セベリウス知事は「カジノ事業はカンザス州の雇用と州の収入源のチャンスである」と述べ、4月にこの新州法に調印した。
以後、クロフォード郡、サムナー郡、チェロキー郡での有権者投票でも、圧倒的賛成でカジノが承認された。「インディアン・カジノ」に後れをとった同州のカジノ事業は、今後本格化する模様である。
「ブーツヒル・カジノ&リゾート」は、2009年12月16日にオープンした。

#### カンザスシティーのカジノ
- 「アメリスター・カジノ&ホテル」

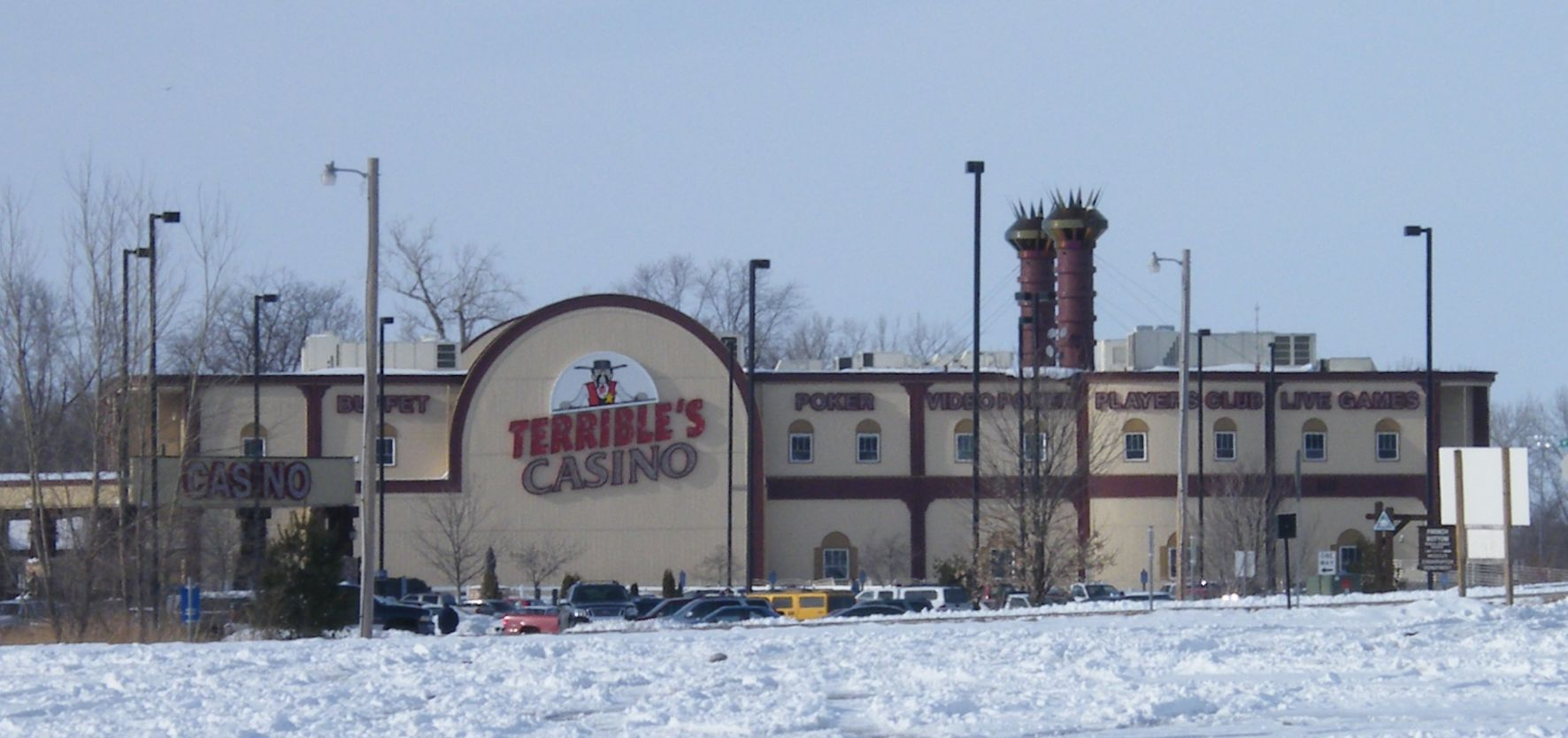
「テリブルズ・聖ジョセフ・フロンティア・カジノ」

- 「アルゴシー・川沿いのカジノ・ホテル&温泉」
- 「ハラーの北カンザスシティー・カジノ&ホテル」
- 「イズレ・オブ・カプリ・カジノ」
- 「テリブルズ・聖ジョセフ・フロンティア・カジノ」

#### ドッジ・シティーのカジノ
- 「ブーツヒル・カジノ&リゾート」

## 交通

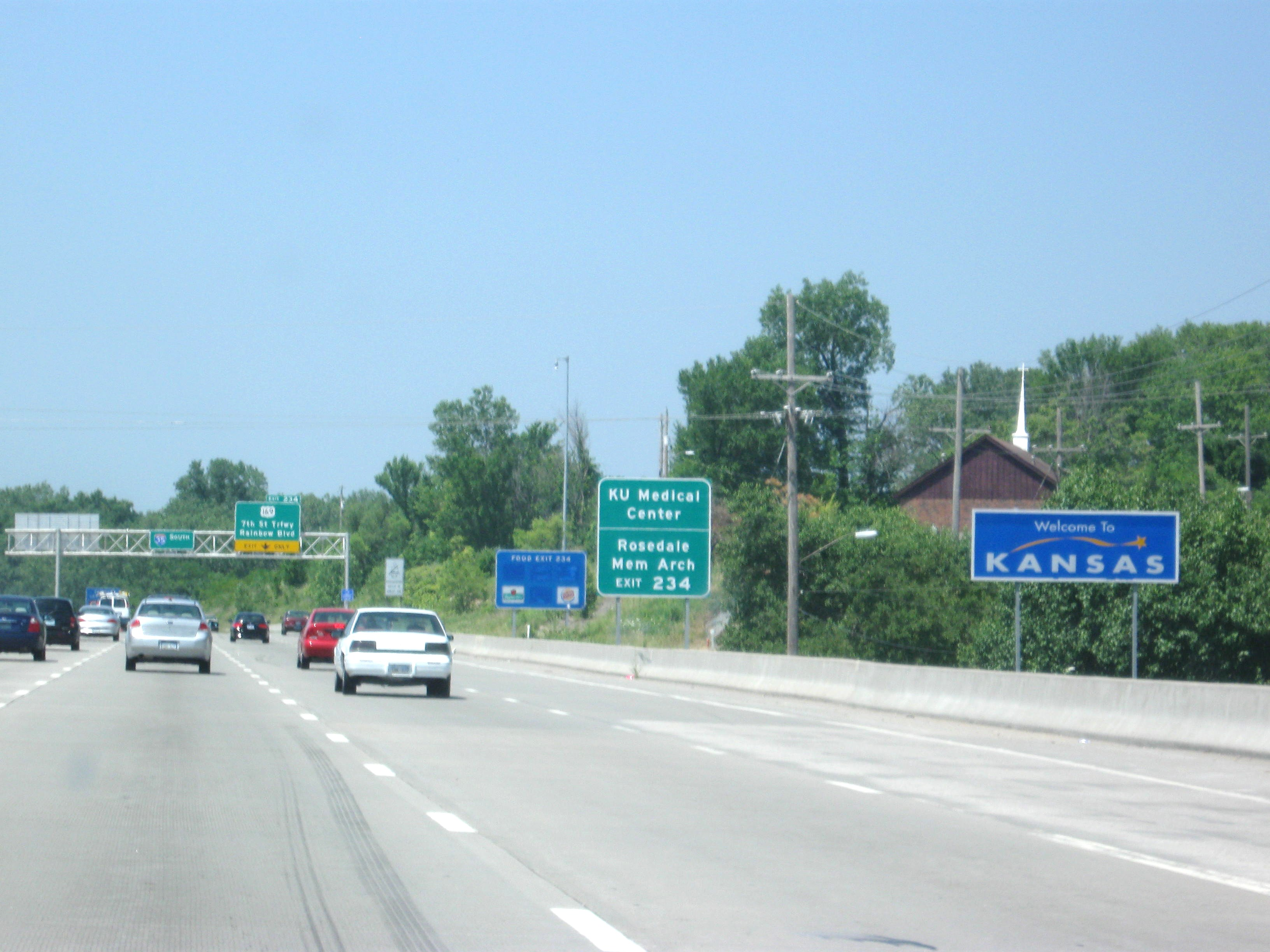
州間高速道路35号線でカンザス州に入るところ、ロースデール市

州内を走る州間高速道路は、2本の本線、1本の環状路、2本の支線、および3本のバイパスがあり、総延長は874マイル (1,400 km) である。1956年11月14日に国内初の州間高速道路（70号線）の部分が、トピカ市のすぐ西に開通した。70号線は東のミズーリ州セントルイス市やカンザスシティ市と、西のコロラド州デンバー市を結ぶ幹線である。この道路が通過する州内の都市は、東からカンザスシティ、ローレンス、トピカ、ジャンクションシティ、サライナ、ヘイズ、コルビーの各都市である。州間高速道路35号線は南北方向の幹線であり、北のアイオワ州デモイン市と南のオクラホマ州オクラホマシティとを繋いでいる。この道路が通過する州内の都市は、北からカンザスシティ、オタワ、エンポリア、エルドラード、ウィチタの各市である。
支線は2本の幹線を繋ぐ役割を果たしている。南北方向の州間高速道路135号線はサライナで70号線と、ウィチタで35号線と接続する。北東から南西に走る州間高速道路335号線はトピカで70号線と、エンポリアで35号線と接続する。335号線と、35号線、70号線の部分がカンザス・ターンパイクを形成している。バイパスには、トピカ周辺の州間高速道路470号線と、ウィチタ周辺の州間高速道路235号線がある。州間高速道路435号線はカンザスシティを回る環状路であり、州間高速道路635号線はカンザスシティのバイパスになっている。
アメリカ国道69号線はミネソタ州からテキサス州を繋ぐ南北の幹線である。州内東部を通り、カンザスシティからルイバーグ、フォートスコット、フロンテナック、ピッツバーグおよびバクスタースプリングスの各市を抜け、オクラホマ州に入る。

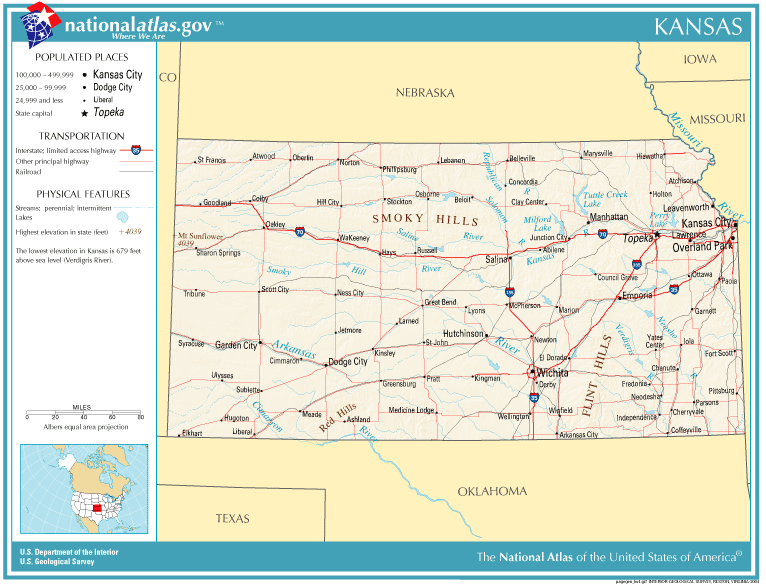
カンザス州の道路体系図

カンザス州にはカリフォルニア州に次いで国内第2位の高規格道路体系がある。これは105郡という比較的多い郡と郡庁所在地があり、これら全てを結んでいるためである。
2004年1月、カンザス州交通省は新しく旅行者情報サービスを始めると宣言した。電話で511を呼ぶと、道路状態、工事、閉鎖、迂回路および気象条件を得ることができる。気象条件と道路状態は15分毎に更新されている。
州内唯一の主要商業空港（クラスC)はウィチタ・ミッドコンティネント空港であり、ウィチタ市の西外れ、アメリカ国道54号線沿いにある。マンハッタン地域空港からはダラス・フォートワース国際空港やシカゴのオヘア国際空港に毎日定期便が出ており、州内第2位の商業空港になっている。州内北東部の旅客はプラット郡にあるカンザスシティ国際空港を利用している。州内最西部の旅客はコロラド州のデンバー国際空港を利用している。ドッジシティ、ガーデンシティ、グレートベンド、ヘイズ、ハッチンソン、サライナにある小さな空港からは接続便が出ている。トピカ市にあるフォーブス飛行場は一時期アレジアント航空が就航していたが、2007年に打ち切られた。

## 教育
カンザス州の教育は初等・中等教育までカンザス州教育委員会が管轄している。公立のカレッジと大学はカンザス州理事会が監督している。
1999年以降、教育委員会は知能設計の教育を奨励する科学教程の変更を2回承認してきた。2回共に、選挙で委員の構成が代わった後にその標準を元に戻してきた。

## 文化

### スポーツチーム
- カンザスシティ・T-ボーンズ（野球）
- ウィチタ・ラングラーズ（野球）
- ウィチタ・サンダー（アイスホッケー）
- トピカ・レッドランナーズ（アイスホッケー）
- スポルティング・カンザスシティ（サッカー）
- 多くの州民はカンザスシティ・ロイヤルズ（野球）やカンザスシティ・チーフス（アメリカンフットボール）など、カンザスシティのミズーリ州側に所在するチームも応援している。

### 文化の中のカンザス
昔からカンザス州はアメリカにおける田舎の代名詞になっていた。「オズの魔法使い」で、主人公のドロシーの養父母はカンザス平原の僻地の農民としてのあまりにも単調で退屈な生活に、身も心も灰色になってしまうが、ドロシーだけが飼っている子犬のトトのおかげで快活さをなくさずに済む。
マイケル・サンデルはハーバード大学の公開講義において「余生をカンザスで農業をして暮らさなければならないとしたらその代償はいくらに値するか」という大恐慌時代に行った調査に対して、当時の人々が30万ドルに値すると答えた事例を示して、カンザスの農村を魅力に乏しくもっとも住みたくない鄙びた地域の典型として挙げている。ほかにも、スーパーマンが幼少期〜青年期を過ごした「スモールビル」も、ここカンザス州にあるとされている。
ピクニック (1955年の映画)は同州の小さな町を舞台にしており、その中で「ニーウォラ」（Neewollah: ハロウイーンHalloweenを逆から綴ったもの）という同州特有のお祭りが行われる。

## カンザス州出身の有名人
- ウィリアム・インジ - 劇作家
- カリ・ウォールグレン - 声優
- ジョー・ウォルシュ - ロック音楽家
- ジョー・エングル - 宇宙飛行士
- ジョー・ティンカー - 野球選手 (アメリカ野球殿堂表彰者)
- メリッサ・エサリッジ - ロック音楽家
- カンサス - ロック・バンド
- ジーン・クラーク - 音楽家
- バリー・サンダース - アメリカンフットボール選手 (プロフットボール殿堂表彰者)
- ビッグ・ジョー・ターナー - R&B音楽家
- ウォルター・ジョンソン - 野球選手・監督 (アメリカ野球殿堂表彰者)
- ジョー・ティンカー - 野球選手 (アメリカ野球殿堂表彰者)
- チャーリー・パーカー - ジャズ音楽家
- サラ・バクストン - カントリー歌手
- デニス・ホッパー - 俳優
- ジョン・ホーストン - 政治家
- マルチナ・マクブライド - カントリー歌手
- ムーンドッグ - 前衛音楽家
- ジャネール・モネイ - R&B歌手
- ウィリアム・メレル・ヴォーリズ - 建築家・伝道師
- チェリー・ライト - カントリー歌手

## 州の象徴など
- 州の鳥 - ニシマキバドリ
- 州の花 - ヒマワリ
- 州の木 - ハコヤナギ(Populus sect. Aigeiros)
- 州の歌 - 峠の我が家
- 州の愛称 - ひまわりの州
- 州のモットー - 困難を克服して星を目指そう(Ad astra per aspera)
- 自動車のナンバープレートのデザイン - 小麦の穂

### 姉妹都市
- 茨城県小美玉市 - (旧美野里町)、主要産業が農業で平坦な土地が延々と広がっている点が類似 - アビリーン市
- 神奈川県平塚市 - ローレンス市
- 滋賀県近江八幡市 - レブンワース市

## カンザス州に因むもの
- カンザス (小惑星) - 発見者の出身地であるカンザス州にちなんで命名された[38]。
- オズの魔法使い - 主人公のドロシーの出身地、居住地とされている。
- 大草原の小さな家 - 同作の舞台